# Electrotettix
Electrotettix es un género extinto de langosta pigmea que se encuentra en un ámbar encontrado en la República Dominicana. 
Representado por una sola especie, Electrotettix attenboroughi, que vivió hace 18-20 millones de años, se alimentaba principalmente de musgo, hongos y algas. El nombre del género se deriva de electrum, que en latín significa "ámbar", y del griego tettix, que significa "saltamontes". La especie recibió su nombre de Sir David Attenborough. La hembra mide 8 milímetros de largo y el macho se desconoce. La especie se distingue de los miembros modernos de la subfamilia Cladonotinae por el hecho de que conserva vestigios de alas, una característica perdida en algún lugar entre los especímenes antiguos y las especies más modernas. E. attenboroughi fue identificada a partir de una colección de ámbares en el Illinois Natural History Survey, que se había almacenado en un gabinete debajo de un fregadero desde que fue recolectado en la década de 1950 por el entomólogo Milton Sanderson.